# Solanum sumacaspi
Solanum sumacaspi är en potatisväxtart som beskrevs av Sandra Diane Knapp. Solanum sumacaspi ingår i släktet skattor som ingår i familjen potatisväxter. Inga underarter finns listade i Catalogue of Life.